# O Herre! tu äst min enda tilflyckt
O Herre! tu äst min enda tilflyckt är en gammal psalm i åtta verser som grundar sig på Psaltaren 16. Det svenska uppsprunget är ärkebiskop Haquin Spegel. Jakob Boëthius (1647–1718) förbättrade, enligt Lars Högmarck (1736) , vers 5 innan den utgavs i Jesper Swedbergs första utgåva 1694 sv den svenska psalmboken. Efter ett par smärre ändringar av Censores intogs psalmen i 1695 års psalmbok.
Psalmen inleds 1695 med orden:
O HErre! tu äst min enda tilflyckt
Beskärma migh när jagh warder förtryckt
Enligt 1697 års koralbok används samma melodi som till psalmerna Kommer hijt til migh säger Gudz Son (nr 215) Ack! Herre Gud i höjden bor (nr 309) och I Herrans Namn så rese wij (nr 335). Enligt 1921 års koralbok med 1819 års psalmer är melodin för psalmen Kom, helge Ande, till mig in densamma som denna psalms tonsättning (ur Ain schöns newes Christlichs Lyed från 1530).

## Publicerad som
- Nr 36 i 1695 års psalmbok under rubriken "Konung Davids Psalmer".